# Кемпбеллтаун (Пенсільванія)
Кемпбеллтаун (англ. Campbelltown) — переписна місцевість (CDP) в США, в окрузі Лебанон штату Пенсільванія. Населення — 5922 особи (2020).

## Географія
Кемпбеллтаун розташований за координатами 40°16′34″ пн. ш. 76°35′5″ зх. д. / 40.27611° пн. ш. 76.58472° зх. д. (40.276090, -76.584741).  За даними Бюро перепису населення США в 2010 році переписна місцевість мала площу 7,58 км², уся площа — суходіл.

## Демографія
Згідно з переписом 2010 року, у переписній місцевості мешкало 3616 осіб у 1373 домогосподарствах у складі 993 родин. Густота населення становила 477 осіб/км².  Було 1462 помешкання (193/км²).
Расовий склад населення:
| - 95,0 % — білих - 2,3 % — азіатів - 1,0 % — чорних або афроамериканців - 0,1 % — корінних американців |

До двох чи більше рас належало 1,1 %. Частка іспаномовних становила 2,3 % від усіх жителів.
За віковим діапазоном населення розподілялося таким чином: 25,7 % — особи молодші 18 років, 58,0 % — особи у віці 18—64 років, 16,3 % — особи у віці 65 років та старші. Медіана віку мешканця становила 40,6 року. На 100 осіб жіночої статі у переписній місцевості припадало 92,2 чоловіків;  на 100 жінок у віці від 18 років та старших — 86,5 чоловіків також старших 18 років.
Середній дохід на одне домашнє господарство  становив 80 971 долар США (медіана — 65 197), а середній дохід на одну сім'ю — 86 779 доларів (медіана — 70 528). За межею бідності перебувало 3,2 % осіб, у тому числі 1,8 % дітей у віці до 18 років та 2,8 % осіб у віці 65 років та старших.
Цивільне працевлаштоване населення становило 1973 особи. Основні галузі зайнятості: освіта, охорона здоров'я та соціальна допомога — 29,7 %, роздрібна торгівля — 20,3 %, мистецтво, розваги та відпочинок — 10,9 %, науковці, спеціалісти, менеджери — 7,8 %.